# Caloptilia columbaepennella
Caloptilia columbaepennella là một loài bướm đêm thuộc họ Gracillariidae. Nó được tìm thấy ở Ý.